# Les Plaisirs de la chair
Pour plus de détails, voir Fiche technique et Distribution.
Les Plaisirs de la chair (悦楽, Etsuraku) est un film japonais réalisé par Nagisa Ōshima, sorti en 1965.

## Synopsis
Alors qu'il s'est fait assassin dans le but de venger son amour secret Shoko, Wakizaka se fait proposer par l'unique témoin du meurtre, un fonctionnaire ayant détourné cent millions de yens, de garder le butin jusqu'à sa sortie de prison.
En réalité, Shoko a épousé un autre homme. Wakizaka décide finalement de dépenser tout l'argent en un an, puis de se suicider.

## Fiche technique
- Titre : Les Plaisirs de la chair
- Titre original : 悦楽 (Etsuraku?)
- Réalisation : Nagisa Ōshima
- Scénario : Nagisa Ōshima, d'après un roman de Fūtarō Yamada
- Musique : Jōji Yuasa
- Photographie : Akira Takada
- Montage : Keiichi Uraoka
- Production : Masayuki Nakajima
- Société de production : Sōzōsha
- Société de distribution : Shōchiku
- Pays de production :  Japon
- Langue originale : japonais
- Format : couleur — 2,35:1 — son mono — 35 mm
- Durée : 90 minutes[1]
- Dates de sortie :
  - Japon : 25 août 1965[1]
  - France : 4 juin 1986[2]
- Dates de sortie DVD : 18 juin 2008

## Distribution
- Katsuo Nakamura : Wakizaka
- Mariko Kaga : Shoko
- Yumiko Nogawa : Hitomi
- Masako Yagi : Shizuko
- Toshiko Iguchi : Keiko
- Hiroko Shimizu : Mari